# ۱۰۴۷ (قمری)
۱۰۴۷ (قمری)، هزار و چهل و هفتمین سال در گاهشماری هجری قمری است. اول محرم این سال برابر با بیست و ششم مه سال ۱۶۳۷ میلادی است.